# Super Mario Bros.: Peach-hime kyushutsu dai sakusen!
Super Mario Bros.: Peach-Hime Kyushutsu Dai Sakusen! (traducció: Super Mario Bros.: La gran missió per a rescatar la princesa Peach!) és una pel·lícula d'anime japonesa editada directament en VHS i estrenada el 20 de juliol de 1986. Amb una durada de 60 minuts, és la primera adaptació cinematogràfica de la sèrie de videojocs Super Mario Bros. És també una de les dues primeres pel·lícules d'animació basades en un videojoc.
La trama gira al voltant dels personatges de Mario i Luigi, que han de rescatar a la princesa Peach de Bowser.

## Banda sonora
La banda sonora de la pel·lícula va ser escrita per Toshiyuki Kimori. Inclou les cançons:
- "Doki-Doki Do It!" de Mirai Douji
- "Doki-Doki Do It!" (Versió Rock'n Roll) de Mirai Douji
- "Adieu My Love" (アデュー・マイラブ, Adyū Mai Rabu) de Mami Yamase
- "Crystal Ball" (水晶玉, Suishō Tama) de Mami Yamase

La pel·lícula utilitza música i efectes de so del videojoc Super Mario Bros. Es va publicar un LP amb la música de la banda sonora.

## Producció i llançament
El 1986, Mario ja era popular al Japó, per la qual cosa Grouper Productions va col·laborar amb Nintendo per produir una pel·lícula d'anime. Per anunciar la pel·lícula, van llançar targetes telefòniques de Mario, rellotges, recipients d'arròs, fideus de ramen, un manga, un llibre d'art, tres llibres d'endevinalles, un llibre d'imatges i una banda sonora original publicada en vinil i casset.
El 20 de juliol de 1986, la pel·lícula es va estrenar als cinemes de tot el Japó. VAP Video més tard va llançar la pel·lícula al mercat minorista en VHS i Betamax al Japó, sense llançaments internacionals ni en DVD o Blu-ray.

## Llegat
La pel·lícula és una de les dues primeres basades en un videojoc, juntament amb Running Boy: Star Soldier's Secret, estrenada el mateix dia. És anterior a la pel·lícula d'acció real de Super Mario Bros. en set anys.
És el primer anime isekai que implica un món virtual de videojocs, i el primer anime isekai que implica que el protagonista queda atrapat en el món virtual d'un videojoc. Com que implica que Mario juga a un videojoc que cobra vida, és un antecedent del subgènere atrapat en un videojoc dels anime isekai.

### Restauració
El juliol de 2021, Carnivol va llançar una versió de la pel·lícula de 16 mm a YouTube, i va anunciar que el grup de restauració de fans Kineko Video la restauraria en 4K, sent finalment llançada el 16 d'abril de 2022.